# Instituto de Biología Subtropical
El Instituto de Biología Subtropical (IBS) es un centro de investigaciones científicas dependiente de la Universidad Nacional de Misiones (UNaM) y el Consejo Nacional de Investigaciones Científicas y Técnicas (CONICET). 

## Misión y Objetivos
Fue creado el 27 de mayo de 2009 por el Consejo Superior de la UNaM. El IBS tiene como misión promover el desarrollo científico-tecnológico de Misiones y la región NEA. A pesar de su corta historia, ya constituye un referente en la región, en lo que respecta al desarrollo científico-tecnológico en la gran área temática de la biología y, específicamente, en áreas como salud, genética, ecología, biotecnología, biología de la conservación, taxonomía y sistemática, manejo de los recursos naturales, estudio de la biodiversidad y la interrelación del hombre con su ambiente.
Los objetivos de IBS son:
1. Promover el desarrollo de investigaciones científicas y la generación de conocimiento.
2. Desarrollar tecnologías.
3. Contribuir a formar recursos humanos (investigadores y técnicos) de alto nivel.
4. Promover la difusión y la transferencia del conocimiento y las tecnologías desarrolladas a la comunidad, y en ámbitos institucionales y científicos.
5. Ofrecer y prestar asesoramiento a instituciones oficiales, privadas y ONGs.

Estos objetivos apuntan a promover y contribuir al conocimiento y la conservación de la diversidad biológica y cultural, considerando el manejo sustentable de los recursos naturales de los ecosistemas subtropicales de Argentina.

## Estructura organizativa
El IBS cuenta con dos nodos, uno en Posadas, el cual funciona en dependencias de la Facultad de Ciencias Exactas Químicas y Naturales, y otro en Puerto Iguazú, que depende de la Facultad de Ciencias Forestales. El IBS es un instituto de doble dependencia entre la Universidad Nacional de Misiones y el Consejo Nacional de Investigaciones Científicas y Técnicas (UNaM-CONICET). Es decir, que sus investigadores pueden ser profesores de la UNaM dedicados a la investigación científica, miembros de la Carrera del Investigador Científico del CONICET o científicos de instituciones académicas con las que los dos primeros organismos mantengan lazos de cooperación. El CONICET ya reconoce al IBS en su organigrama de centros de investigaciones del país y varios investigadores o becarios del CONICET tienen como lugar de trabajo al IBS.
De acuerdo al estatuto del IBS, aprobado por el Consejo Superior de la UNaM el 3 de junio de 2009, cada sede o nodo del IBS cuenta con un Director y un Consejo Directivo. El Consejo Directivo de cada sede está compuesto por el director y cuatro integrantes, elegidos por los miembros de cada sede. Los directores de cada sede conforman el Consejo de Coordinación y Articulación, el cual tiene como funciones estimular la interacción entre ambas sedes, impulsar políticas de promoción y desarrollo del IBS, promover la vinculación del IBS con otras instituciones y asignar recursos financieros entre ambas sedes, entre otras.

## La Doble dependencia UNaM - CONICET
En el mes de junio de 2012 fue aprobada por unanimidad entre los integrantes del directorio del Consejo Nacional de Investigaciones Científicas y Técnicas la incorporación del Instituto de Biología Subtropical (IBS), dependiente de la Universidad Nacional de Misiones; a la lista de unidades ejecutoras con que cuenta el CONICET en todo el país.
De este modo es la primera vez que la provincia de Misiones, a través de la Universidad, cuenta con un instituto de estas características, lo que implica el avance y consolidación de calidad de la investigación y de quienes la llevan adelante, dando cuenta de la existencia de una masa crítica de científicos, acorde a los parámetros establecidos por el Consejo.

## Últimas 20 publicaciones (al 2010)
Nodo Iguazú
- Campanello, P.I.; Gatti, M.G.; Montti, L.; Villagra, M. & Goldstein, G. 2011. Ser o no ser tolerante a la sombra: economía de agua y carbono en especies arbóreas del Bosque Atlántico (Misiones, Argentina). Ecología Austral 21: 285–300.
- De Angelo, C.; A. Paviolo& M. Di Bitetti. 2011. Differential impact of landscape transformation on pumas (Puma concolor) and jaguars (Pantheraonca) in the UpperParanáAtlanticForest. Diversity and Distributions 17(3): 422–436.
- Gatti M.G., Campanello P.I. & G. Goldstein. 2011. Growth and leaf production in the tropical palm Euterpeedulis: light conditions versus developmental constraints. FLORA 206: 742–748.
- Holzmann, I., Agostini, I.& Di Bitetti, M.S. 2012. Roaring behaviour of two syntopic howler monkey species (Alouattacaraya and A. guaribaclamitans): evidence supports the mate defence hypothesis. International Journal of Primatology 33(2): 338–355.
- Kujawska M., Zamudio F. &Hilgert N. I. 2012. Honey-based mixtures used in home medicine by non-indigenous population of Misiones ,Argentina. Evidence-Based Complementary and Alternative Medicine.vol. 2012, Article ID 579350, 15 pages, 2012. doi:10.1155/2012/579350.
- Lucifora, L.O., V.B. García, R.C. Menni& B. Worm. 2012. Spatial patterns in the diversity of sharks, rays, and chimaeras (Chondrichthyes) in the Southwest Atlantic. Biodiversity and Conservation 21: 407–419.
- Lucifora, L.O., V.B. García & B. Worm. 2011. Global diversity hotspots and conservation priorities for sharks. Public Library of Science One 6(5): e19356.
- Montti, L.; Campanello, P.I.; Gatti, M.G.; Blundo, C., Austin, A.T.; Sala O. & Goldstein G. 2011. Understory bamboo flowering provides a very narrow light window of opportunity for canopy tree recruitment in a neotropical forest of Misiones, Argentina. Forest Ecology and Management 262:1360–1369.
- Zamudio F. &Hilgert N.I. 2012. Descriptive Attributes Used in the Characterization of Stingless Bees (Apidae: Meliponini) in Rural Populations of the AtlanticForest (Misiones-Argentina). Journal of Ethobiology and Ethnomedicine 8:9 http://www.ethnobiomed.com/content/8/1/9.
- Zurita, G.A., G. Pe´er G., M.I. Bellocq& M.M. Hansbauer. 2012. Edge effects and their influence on habitat suitability calculation: a novel continuous approach applied to birds of the Atlantic forest. Journal of Applied Ecology.

Nodo Posadas
- Baldo D., L. Cotichelli, M.O. Pereyra, C. Borteiro, F. Netto, F. Kolenc, F. Brusquetti, & C. Bidau. 2012. A cytotaxonomic survey of the genus Melanophryniscus Gallardo, 1961 (Anura: Bufonidae). Journal of Herpetology 46(1): 25–32.
- Bidau, C.J.; Martí D.A. & A.I. Medina. 2011. A test of Allen´s rule in subterranean mammals: the genus Ctenomys (Caviomorpha, Ctenomyidae). Mammalia 75(4): 311–320.
- Bidau, C.J.; Martí, D.A. & Castillo, E.R. 2011. Inexorable Spread: Inexorable death? The fate of Neo-XY chromosomes in grasshoppers. Journal of Genetics 90(3): 397–400.
- Daviña J.R. & A.I. Honfi. 2011. La citogenética vegetal en Misiones. Journal of Basic and Applied Genetics, 22 (1): 1-5.
- Duarte, H.; M. Tejedo; M. Katzenberger; F. Marangoni; D. Baldo; J.F. Beltrán, D. Martí, A. Richter-Boix & A. Gonzalez-Voyer. 2011. Can amphibians take the heat? Vulnerability to climate warming in subtropical and temperate larval amphibian communities. Global Change Biology 18(2): 412–421.
- Grabiele M., Debat H.J., Moscone E.A. & Ducasse D.A. 2011. 25S-18S rDNA IGS of Capsicum: molecular structure and comparison. Plant Systematics & Evolution. DOI 10.1007/s00606-011-0546-8.
- Lanzone, C., Rodríguez, D., Cuello, P., Albanese, S., Ojeda, A., Chillo, V. & D.A. Martí. 2011. XY1Y2 chromosome system in Salinomys delicatus (Rodentia, Cricetidae) Genetica 139: 1143–1147.
- Lanzone, C.; Ojeda, A.A.; Ojeda, R.A.; Albanese, S.; Rodríguez, D. & M.A. Dacar. 2011. Integrated Analyses of Chromosome, Molecular and Morphological Variability in the Andean Mice Eligmodontia puerulus and E. moreni (Rodentia, Cricetidae, Sigmodontinae). Mammalian Biology 76: 555–562.
- Szumik, C.; Aagesen, Casagranda, D.; L.; Arzamendia, V.; Baldo, D.; Claps, L.; Cuezzo, F.; Díaz Gómez, J. M.; Di Giacomo, A.; Giannini, N.; Giraudo, A.; Goloboff, P.; Gramajo, C.; Kopuchian, C.; Kretzschmar, S.; Lizarralde, M.; Molina, A.; Mollerach, M.; Navarro, F.; Nomdedeu, S.; Panizza, A.; Pereyra, V.; Sandoval, M.; Scrocchi, G. & F. Zuloaga. 2011. Detecting areas of endemism with a taxonomically diverse data set: plants, mammals, reptiles, amphibians, birds and insects from Argentina. Cladistics DOI: 10.1111/j.1096–0031.2011.00385.x.
- Vera Candioti, F., Haad, B.; Baldo, D., Kolenc, F., Borteiro, C. & R. Altig. 2011. Different pathways are involved in the early development of the transient oral apparatus in anuran tadpoles (Anura: Leiuperidae). Biological Journal of the Linnean Society 104(2): 330–345.